# Elogiu (Star Trek: Voyager)
„Elogiu” (titlu original: „Elogium”) este al 4-lea episod din al doilea sezon al serialului TV american SF Star Trek: Voyager. A avut premiera la 18 septembrie 1995 pe canalul UPN.

## Prezentare
Forme de viață ce trăiesc în spațiul cosmic îi provoacă lui Kes intrarea în faza fertilă a rasei Ocampa, numită Elogium, punând astfel sub presiune relația ei cu Neelix atunci când Kes dorește să aibă un copil cu acesta.

## Rezumat
La data 48921.3, USS Voyager întâlnește un nor din forme de viață care locuiesc în spațiu, iar căpitanul Janeway (Kate Mulgrew) apropie nava pentru o privire mai atentă. Nava este curând atrasă și cuprinsă de roiul de creaturi, a căror apropiere dezactivează comenzile și scuturile cârmei. Echipajul se străduiește să scape fără a face rău roiului, dar atunci când creaturile încep să se atașeze de carenă, fac și mai multe ravagii asupra sistemelor navei. Apare o creatură asemănătoare acestora la fel de mare ca Voyager, iar echipajul își dă seama că nava a fost confundată cu o altă specie; astfel creaturile mai mici încearcă să se împerecheze cu nava. Când creatura mai mare atacă, Voyager adoptă o poziție de supunere, pe baza comportamentului pe care echipajul l-a observat la membrii mai mici ai speciei. Pierzându-și interesul, creaturile mai mici se desprind de Voyager și îi permit să plece.
În tot acest timp, ca răspuns la expunerea navei Voyager la roi, Kes (Jennifer Lien) începe să mănânce anormal, inclusiv insecte și sol. Bolnavă, are febră, un puls și o tensiune arterială periculos de mari și îi apare o proeminență tumorală pe spate. Ea se împotrivește tratamentului Doctorului (Robert Picardo) și se închide în biroul său, cedând în cele din urmă doar pentru a-i explica căpitanului Janeway că este supusă Elogiului: ciclul de împerechere al rasei sale, Ocampa. Acest proces are loc o singură dată și afectează de obicei Ocampa cu vârste între patru și cinci ani - dar Kes nu are nici măcar doi ani. Neelix (Ethan Phillips) și Kes dezbat dacă vor avea copii împreună și implicațiile de a deveni părinți. După ce a discutat despre copii și familie cu locotenentul Tuvok (Tim Russ), Neelix decide că este gata să fie tată, în timp ce Kes și-a schimbat părerea și a decis în schimb să nu fie mamă. În cele din urmă, deoarece Doctorul crede că Elogiul a fost indus artificial de apropierea creaturilor de navă, astfel Elogiul ar putea să-i apară din nou mai târziu în viața ei, când va fi gata.
De-a lungul episodului, apar îngrijorări cu privire la fraternizarea la bordul navei. După ce căpitanul Janeway și Chakotay (Robert Beltran) discută dacă nava este un loc adecvat pentru creșterea copiilor, slt. Samantha Wildman (Nancy Hower) anunță că a rămas însărcinată cu soțul ei, care se află în Cuadrantul Alfa.

## Actori ocazionali
- Nancy Hower - Samantha Wildman
- Gary O'Brien - Crewmember
- Terry Correll - N.D. Crewmember